# Бутирка-блог
«Бути́рка-бло́ґ» — щоденник заарештованого підприємця Олексія Козлова, розпочатий ним під час його майже дворічного перебування в Бутирському слідчому ізоляторі та який здобув популярність після опублікування в інтернеті за допомогою його дружини та співавтора, журналістки Ольги Романової.
У 2010-му надрукований видавництвом АСТ як книга «Бутирка», автор — Ольга Романова, з анотацією: «Це документальні щоденники двох: чоловіка, заарештованого влітку 2008 року, та дружини, яка несподівано залишилася наодинці з величезними проблемами — кримінальними, кредитними та моральними»..